# 폐석
폐석은 '효용가치' 또는 작전상 살려낼 가치가 거의 없는 돌이다. 폐석은 내 돌의 일부를 버림말로 내주는 사석작전에 활용할 수 있다.